# کاپادوکیا (کومونه)
کاپادوکیا (به ایتالیایی: Cappadocia) یک کومونه در ایتالیا است که در استان لاکویلا واقع شده‌است. کاپادوکیا ۶۷٫۲۰ کیلومتر مربع مساحت و ۵۲۹ نفر جمعیت دارد و ۱٬۱۰۸ متر بالاتر از سطح دریا واقع شده‌است.